# Alan Chodos
Alan Chodos (* 19. August 1943 in Montreal)  ist ein kanadischer theoretischer Physiker.
Chodos studierte an der McGill University mit dem Bachelor-Abschluss 1964 und wurde 1970 an der Cornell University in Physik promoviert. Als Post-Doktorand war er an der University of Pennsylvania und 1973 bis 1976 am Massachusetts Institute of Technology. Ab 1976 war er an der Yale University und danach bei der American Physical Society (APS), wo er 2000 Associate Executive Officer wurde und dem Komitee für Publikationen vorstand.
Chodos war in den 1970er Jahren einer der Autoren (mit Victor Weisskopf, Kenneth A. Johnson, Robert L. Jaffe, Charles Thorn) des MIT Bag Models der Hadronen, einem vereinfachten Modell der Hadronen als in ein Volumen eingesperrter Quarks mit störungstheoretischer Quantenchromodynamik-Rest-Wechselwirkung.
Anfang der 1980er Jahre untersuchte er Kaluza-Klein-Theorien. Er vertrat auch eine Theorie, dass Neutrinos Tachyonen wären.
1994 wurde er Fellow der APS. Er ist Mitglied der American Association for the Advancement of Science.

## Schriften
- Herausgeber mit Thomas Appelquist, Peter Freund: Modern Kaluza Klein Theories (= Frontiers in Physics. Vol. 65). Addison-Wesley, Reading MA 1987, ISBN 0-201-09829-6.
- mit Appelquist: Quantum dynamics of Kaluza-Klein theories, Physical Review D 28, 1983, S.  772
- mit Appelquist, Eric Myers: Quantum instability of dimensional reduction, Physics Letters B 127, 1983, S. 51